# Hacking Democracy
 Hacking democracy è un documentario del 2006 girato da Russell Michaels, Simon Ardizzone, Carrillo e Robert Cohen, andato in onda su HBO. Girato nell'arco di tre anni, documenta le investigazioni sulle anomalie e le irregolarità con il voto elettronico, sistema utilizzato in America durante le elezioni del 2000 e del 2004, in particolare nella Contea di Volusia (Florida). Il film mostra i difetti di queste macchine ed in particolare quelle costruite da Diebold Election Systems, il film si conclude drammaticamente in un on-hacking della macchina in uso a Diebold (Leon, Florida).
Nel 2007 Hacking Democracy è stato nominato per un Emmy Award per il miglior giornalismo investigativo.

## Difetti dimostrati
Il documentario segue Bev Harris e Kathleen Wynne, regista e direttore associato per il gruppo di controllo elettorale senza scopo di lucro Black Box Voting, nel tentativo di scoprire quanto sarebbe stato possibile alterare i risultati del voto elettronico delle macchine della Diebold Election Systems (ora Premier Solutions elettorale, una consociata interamente controllata da Diebold). Andy Stephenson, un dipendente della Black Box Voting da luglio-dicembre 2004, ha assistito, aiutandosi con i documenti di audit della Volusia, ad Harris che interrogava una macchina di voto in un laboratorio sperimentale, ottenendone un video segreto. Kathleen Wynne ha filmato Harris che trovava dei documenti della macchina di voto in un sacchetto di spazzatura della contea di Volusia ed ha filmato le elezioni nella contea di Cuyahoga dove i lavoratori ammettevano che l'iniziale 3% del riconteggio voti del ballottaggio non erano stati scelti a caso in occasione delle elezioni presidenziali del 2004. Harris e Wynne hanno poi effettuato 5 test di hacking delle macchine di voto aiutati dal Dr. Herbert Thompson e Harri Hursti nel 2005 e 2006. Nel corso del documentario, più metodi di manomissione con le votazioni sono mostrati.
Il primo è attraverso la modifica del file di database che contiene il totale dei voti. Questo è un file standard di Microsoft Access, e può essere aperto con i normali programmi al di fuori del programma di votazione proprietario, senza una password. Alcune giurisdizioni hanno rimosso Microsoft Access, rendendo più difficile la modifica del database, ma Dr. Herbert Hugh Thompson ha dimostrato di poter bypassare questa protezione attraverso un programma di Visual Basic che ricercava una stringa di testo e modificava il file tramite mezzi esterni. Tuttavia, le alterazioni dei risultati in una di queste maniere sarebbero stati scoperti se un ufficiale delle elezioni avesse confrontato i risultati con i nastri di voto delle macchine.
Un'altra tecnica di hacking è stata dimostrata tramite hacking del codice delle schede di memoria delle attuali macchine della Diebold. Questo metodo è stato scoperto da un esperto di sicurezza informatica finlandese Harri Hursti ed è noto come "il Hursti Hack". In questo hack, Harri Hursti trucca i conteggi sottraendo voti (sommando un numero di voti negativo) all'altro candidato. Questi metodi sono stati testati da parte del garante delle elezioni della Florida, Ion Sancho, sul sistema della Diebold di scansione ottica dei voti utilizzati da Tallahassee in tutte le loro elezioni precedenti. Questo metodo ha dimostrato che, contrariamente a una dichiarazione Diebold precedente, una persona che cerca di manipolare i voti potesse farlo solo con la scheda di memoria, non serve intervenire sull'ottica di scansione del sistema di voto o sul software di tabulazione. Il conteggio in questo metodo, con un controllo incrociato tra il sistema di voto a scansione ottica e il software di tabulazione, sembra legittimo, e produce inoltre un falso zero di verificare che la scheda di memoria non abbia già voti al suo interno prima dell'inizio della votazione. A seguito di questa storica hack Ion Sancho ha dichiarato: "Se non avessi saputo cosa stava dietro a questo avrei certificate queste elezioni come un conteggio vero di un voto".

## Reazioni
Anche se nessuno della Diebold Election Systems ha ammesso di aver visto il film
, Il presidente della Diebold, David Byrd ha detto che Hacking Democracy riportava "materiali ed esempi inaccurati", ed ha chiesto che non venisse mandato in onda. Le sue critiche erano basate su un film precedente fatto dagli stessi tre registi. La HBO si è rifiutata di rimuovere il documentario. La Diebold ha inoltre scritto una lettera ad HBO riferendosi al famoso cambio di voti 'Hursti Hack' mostrato nel film, affermando: - "Harri Hursti è mostrato mentre attacca una macchina della Diebold in Florida. Il suo attacco si è poi dimostrato essere una farsa completa"
Il segretario di stato californiano ha aperto una sinchiesta commissionata agli scienziati dell'Università di Berkeley per studiare la Hack di Hursti - A pagina 2 del loro rapporto si legge
Una delle obiezioni Diebold per il film è stato di aver omesso di dire che Avi Rubin, un professore di scienza dei computer alla Johns Hopkins University e critico della Diebold, può avere un conflitto di interessi. Rubin a un certo punto possedeva azioni di VoteHere, che vende il software di controllo e sistemi per macchine di voto. Tuttavia, Rubin smaltite le azioni e ritiratosi dal tavolo di consulenza di VoteHere nel mese di agosto 2003, dice che non aveva avuto alcun contatto significativo dopo l'adesione di oltre due anni prima, ad eccezione di ricevere ritagli di stampa di tanto in tanto.

## DVD release
Il film è stato commercializzato in DVD il 20 marzo, 2007. Esso include scene tagliate, un trailer e biografie regista.

### Revisioni
- In the Land of 'Every Vote Counts,' Uncertainty on Whether It's Counted Correctly - New York Times
- "Hacking Democracy" Review of the HBO documentary - Salon.com
- (EN) Brad Friedman, Review: Hacks, lies and videotape, in Computerworld, 1º novembre 2006. URL consultato il 9 novembre 2019.
- Diebold slams HBO Hacking Democracy documentary - The Register (UK)
- Empire Magazine's review ****, su empireonline.com.
- Bring Democracy Home - CBS NEWS
- It's election day. Do you know where your e-vote is? - CNET News
- Electronic Voting Fraud - Science Friday (National Public Radio)
- 'Hacking' casts doubt on security of ballots - Boston Globe
- Voter-Turnout Efforts Go Into High Gear - Wall Street Journal